# Michael Beinhorn
Michael Beinhorn es un músico y productor musical estadounidense. Sus producciones han obtenido unas ventas combinadas de más de 45 millones de álbumes en todo el mundo, y es uno de los pocos productores en conseguir que dos de sus trabajos debuten la misma semana en el Billboard’s Top Ten.
Beinhorn comenzó su carrera profesional como músico, tocando sintetizadores en la banda de funk experimental Material de Bill Laswell durante los primeros años 80. Tuvo la oportunidad de trabajar como parte del equipo de producción del sello Celluloid Records del francés Jean Karakós y Martin Bisi (donde musicalizaron álbumes pioneros en el Hip Hop electrónico para Afrika Bambaataa, Fab 5 Freddy, Futura 2000, etc), y más notoriamente con el icono del jazz Herbie Hancock, produciendo el álbum Future Shock con el que compartió nominación al Grammy por el sencillo de música electro "Rockit". En 1998, Beinhorn recibió una nominación al Grammy como "Productor del año" por su trabajo en los discos Celebrity Skin de Hole y Mechanical Animals de Marilyn Manson. En 2003 fue nominado de nuevo a un Grammy, esta vez al álbum con mejor ingeniería de sonido por Natural Selection. Buscando la mejor forma de capturar una amplitud de frecuencias extensa durante el proceso de grabación, Beinhorn concibió el formato Ultra Analog Recording. Este proceso utiliza cintas magnéticas de dos pulgadas, corriendo en una pila de cabezales de 8 pistas. 
Michael Beinhorn ha producido álbumes de numerosos grupos musicales incluyendo The Blizzards, Korn, Marilyn Manson, Soundgarden, Soul Asylum, Red Hot Chili Peppers, Hole, The Verve Pipe, Raging Slab, Ozzy Osbourne, Mew, Social Distortion, The Golden Palominos y Black Label Society.

## Producciones
- 1983: Future Shock - Herbie Hancock
- 1987: The Uplift Mofo Party Plan - Red Hot Chili Peppers
- 1989: Mother's Milk - Red Hot Chili Peppers
- 1992: Grave Dancers Union - Soul Asylum
- 1992: Soul Martini - Cavedogs
- 1994: Superunknown - Soundgarden
- 1994: "Blind Man" y "Walk on Water" - Aerosmith
- 1995: Ozzmosis - Ozzy Osbourne
- 1996: White Light, White Heat, White Trash - Social Distortion
- 1998: Celebrity Skin - Hole
- 1998: Mechanical Animals - Marilyn Manson
- 1999: The Verve Pipe - The Verve Pipe
- 2002: Untouchables - Korn
- 2003: Natural Selection - Fuel
- 2003: Greatest Hits - Red Hot Chili Peppers
- 2004: Lest We Forget: The Best Of - Marilyn Manson
- 2005: Permanent Record: The Very Best of Violent Femmes - Violent Femmes
- 2005: The Best of Fuel - Fuel
- 2005: And the Glass Handed Kites - Mew
- 2006: A Public Display of Affection - The Blizzards
- 2006: The Bronx - The Bronx
- 2007: Everything Last Winter - Fields
- 2008: "The Sucker Punch Show - Lovedrug
- 2008: Domino Effect - The Blizzards
- 2010: Nobody's Daughter - Hole
- 2010: Telephantasm - Soundgarden
- 2015: +- - Mew